# Institut dentaire George Eastman (Bruxelles)
Pour l’article homonyme, voir Institut dentaire George-Eastman (Paris).
L'Institut dentaire George Eastman est un bâtiment de style Art déco édifié par l'architecte Michel Polak avec son confrère Alfred Hoch sur le territoire de la ville de Bruxelles, en Belgique.

## Localisation
L'Institut dentaire George Eastman se dresse dans le Parc Léopold, situé à l'arrière du Parlement européen et du Muséum des sciences naturelles de Belgique à Bruxelles, non loin de la Bibliothèque Solvay.

## Historique
L'industriel américain George Eastman (1854-1932), inventeur du premier appareil photographique portable, fonde la société Kodak en 1881. Très fortuné, il se lance dans des œuvres philanthropiques, centrées particulièrement sur les soins dentaires pour enfants et crée un premier institut dentaire à Rochester, ville où est basée la société Kodak.
Il abandonne la gestion de Kodak en 1925 pour se consacrer à ses œuvres et fonde plusieurs instituts dentaires en Europe, à Londres, Rome, Stockholm, Paris et Bruxelles. 
À Bruxelles, Eastman fait un don d'un million de dollars à la Commission d'Assistance Publique de la Ville, afin d'édifier un institut destiné à dispenser gratuitement des soins de la bouche et des dents aux enfants pauvres.
George Eastman émet deux désirs :  que le projet soit confié à l'architecte Michel Polak, et que le plan de l'édifice soit inspiré de celui de l'institut de Rochester.
La première pierre est posée le 20 octobre 1934 en présence de la reine Élisabeth et l'institut est inauguré le 31 juillet 1935 par le roi Léopold III et la reine Astrid.

## Accessibilité
| ___ | Ce site est desservi par les stations de métro : Maelbeek et Schuman. |